# David Sharp (entomologista)
David Sharp FRS (18 de outubro de 1840 - 27 de agosto de 1922) foi um médico e entomologista inglês que trabalhou principalmente com coleópteros. Ele estava entre os editores mais prolíficos da história da entomologia, com mais de 250 artigos que incluíam sete revisões e análises importantes e um trabalho altamente influente sobre a estrutura e modificações das estruturas genitais masculinas entre as famílias de besouros. Ele foi o editor do Zoological Record por três décadas.

## Biografia

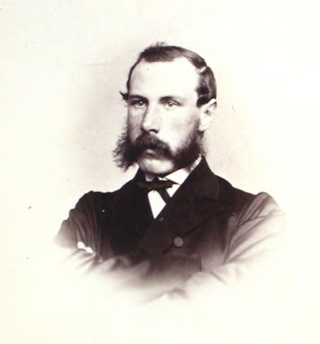
Sharp em 1869

David Sharp nasceu em Towcester e viveu seus primeiros anos em Stony Stratford. Cerca de doze anos depois, seus pais se mudaram para Londres, onde recebeu a maior parte de sua educação. Depois de frequentar uma ou duas escolas preparatórias, em 1853 entrou na St. John's Foundation School, que ficava então em Kilburn. Aos dezessete anos, ele começou a ajudar seu pai, um comerciante de couro, e na mesma época começou a colecionar besouros, alguns de seus lugares favoritos sendo Ken Wood e Hammersmith Marshes, bem como as praias arenosas de Deal e Dover. Sem interesse pela vida empresarial, ele optou por seguir a carreira de médico. Ele, portanto, depois de estudar por dois anos no Hospital St. Bartholomew, foi para a Universidade de Edimburgo, onde obteve o diploma de Bacharel em Medicina em 1866. Após a formatura, ele ajudou um amigo em sua prática em Londres por um ou dois anos. A princípio ele pensou em procurar um emprego relacionado com entomologia no Museu Britânico, mas abandonou a ideia; e cerca de dez anos depois, chegou a se candidatar ao cargo de Curador do City of Glasgow Industrial Museum, sendo recomendado por HW Bates e Frederick Smith, entre outros. No entanto, após a sua curta residência em Londres, ele foi oferecido um posto como oficial médico no Crichton Asylum em Dumfries, o que o levou a assumir o comando de um caso em Thornhill no bairro, onde se juntou ao Dumfriesshire and Galloway Scientific, Natural History, e a Antiquarian Society após sua reconstrução em 1876. Este noivado deu-lhe o tempo que desejava para prosseguir os estudos nos quais seu coração estava posicionado, e foi durante esse período que ele publicou alguns de seus trabalhos anteriores. Foi também aqui que aconteceu o seu casamento. Em 1883, após a morte de um paciente rico, William Cunninghame Graham Bontine (1825-1883), a quem serviu como assistente médico especial, ele voltou para a Inglaterra. Bontine foi ferido na cabeça por um irlandês durante a fome irlandesa. A lesão levou a sérios problemas mentais e o paciente foi declarado "louco" e internado na Crichton Royal Institution. Sharp foi inicialmente morar em Southampton, mas, encontrando-se muito longe de Londres, depois de cerca de dois anos mudou-se para Dartford. Em 1885, ele foi convidado a ir para Cambridge como curador do Museu de Zoologia da Universidade de Cambridge. Lá ele passou os próximos dezenove anos de sua vida, até 1909, quando se aposentou para Brockenhurst, onde construiu uma residência, Lawnside, bem na orla de New Forest, de frente para a extensa charneca de Black Knowl, onde ele residiu até sua morte em 27 de agosto de 1922.

## Cargos ocupados
Em 1862, Sharp tornou-se membro da Real Sociedade Entomológica de Londres e foi seu presidente em 1887 e 1888, sendo seu discurso presidencial no final do primeiro ano sobre o assunto de coletas entomológicas, e deste último sobre os sentidos dos insetos com referência especial à visão. Entre 1889 e 1903 foi em várias ocasiões vice-presidente, tendo estado no Conselho de 1893 a 1895 e de 1902 a 1904. Enquanto vivia em Londres, foi Secretário da Sociedade em 1867. Em 1886, ele se tornou um membro da Sociedade Zoológica e esteve no Conselho de 1901 a 1905. A Linnean Society of London também pode reivindicá-lo como um Fellow desde 1888; e ele estava conectado por associação ou correspondência com as principais sociedades entomológicas em todo o mundo. A grande distinção de ter sido eleito Fellow da Royal Society coube à sua sorte em 1890, e no ano seguinte a Universidade de Cambridge conferiu-lhe o grau de Master of Arts, honoris causa.

## Publicações
Sharp foi autor de mais de 250 artigos e obras maiores. Estando conectado com a Entomologist's Monthly Magazine e com o Entomologist, seja a título editorial ou de referência, muitos de seus numerosos artigos mais curtos aparecem nessas revistas. Ainda outros, bem como alguns de seus papéis mais pretensiosos, serão encontrados nas transações das sociedades com as quais ele estava conectado. Talvez sua primeira contribuição à literatura entomológica tenha sido um artigo sobre as espécies britânicas de Agathidium (Coleoptera) lido perante a Entomological Society of London em 6 de novembro de 1865. Uma discussão interessante sobre hereditariedade e assuntos afins entre Sharp e Wallace, surgindo em conexão com a introdução de Westwood do assunto de "mimetismo" na Entomological Society of London em novembro de 1866, foi relatada no Athenaeum de 1, 8 e 15 de dezembro de 1866, e dá a opinião de Sharp na época sobre este assunto. Uma revisão das espécies britânicas de Homalota (Coleoptera) foi publicada pela Entomological Society of London logo após sua graduação em Edimburgo. Em novembro de 1873 apareceu um artigo em espanhol - Especies nuevas de Coleópteros por Don David Sharp. Isso se refere a insetos coletados por seu amigo GR Crotch, cujo obituário Sharp contribuiu para o volume 11 da Revista Mensal de Entomologistas. O Objeto e Método da Nomenclatura Zoológica apareceu em novembro de 1873. Trata-se de um artigo importante e bem pensado sobre um assunto discutível, cujo argumento talvez se resuma na frase "Nomina si nescis, perit et cognitio rerum", que aparece na capa. Um pequeno artigo sobre os coleópteros do abeto escocês foi publicado no Scottish Naturalist por volta dessa época. O Dascillidae da Nova Zelândia foi publicado no Annals and Magazine of Natural History em julho de 1878; enquanto o trabalho com os besouros aquáticos foi levado à mão para publicação pela Royal Society of Dublin. O Catálogo de Coleoptera Britânico de Sharp e Fowler apareceu em 1893; os coleópteros Rhynchophorous do Japão em 1896; os artigos Insecta e Cupins na Encyclopædia Britannica em 1902; e um artigo sobre as Ordens de Insetos, assunto no qual Sharp estava muito interessado, no Entomologista de 1909. A distribuição de plantas e animais no globo (um artigo lido antes do Dumfries Nat. Hist. Sociedade em 1883); Stridulation in Ants, 1893; uma conta do Phasmidae, 1898; e a mosca-perdiz, 1907, estão longe de sua ordem especial - Coleoptera; enquanto A Scheme for a National System of Rest-Funds (or Pensions) for Working People (1892) mostra que Sharp podia separar-se da entomologia quando quisesse.

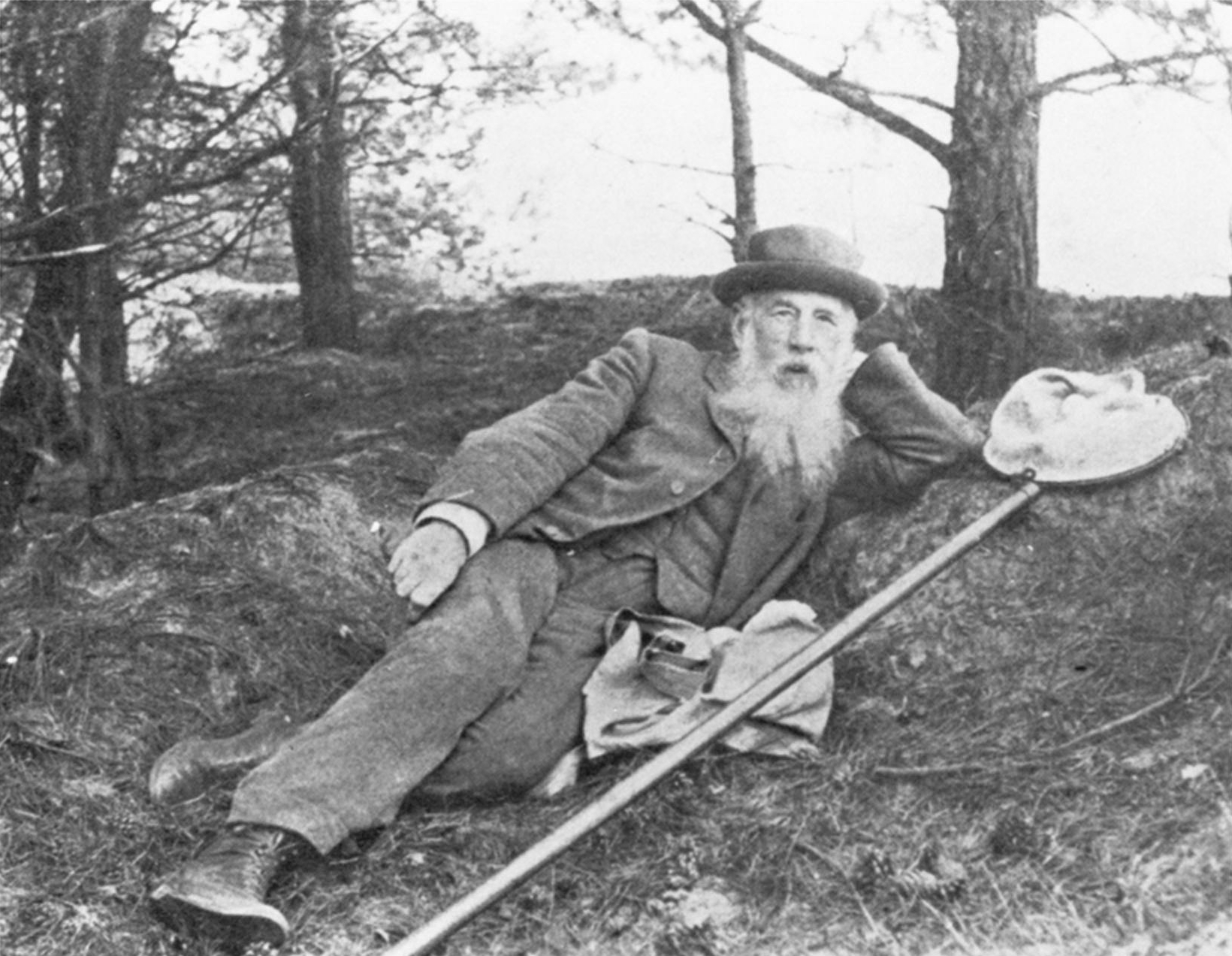
Sharp em 1909

Os principais artigos de Sharp incluíram aqueles sobre Coleoptera das Ilhas Havaianas publicados pela Entomological Society of London em 1878, 1879 e 1880. Estes foram seguidos em 1899 e 1908 pela Fauna Hawaiiensis trazida pela Royal Society. Seguiu-se seu trabalho sobre os Besouros da América Central, preparado principalmente com material coletado por Frederick DuCane Godman e Osbert Salvin, e publicado em 1894 e anos posteriores naquela monumental obra conhecida como " Biologia Centrali-Americana". Em 1895 apareceu o primeiro volume do Insecta no Cambridge Natural History, sendo seguido pelo segundo volume em 1899. De sua influência no avanço da entomologia, e especialmente de nosso conhecimento dos insetos como seres vivos, muito não pode ser dito. A publicação foi tão popular que o impediu de produzir uma nova edição incorporando melhorias na classificação dos insetos. Ele publicou sobre o assunto no Entomologist. Em 1910, o Insecta foi traduzido para o russo por NY Kuznetsov. Em 1912, a Entomological Society of London, com a assistência da Royal Society, publicou como Parte III das Transações A anatomia comparativa do tubo genital masculino em coleópteros de Sharp & Muir, um tratado exaustivo de 166 páginas e 37 placas. Todas as famílias de besouros foram examinadas, e os resultados de numerosas dissecações estão incluídos neste trabalho altamente influente sobre as famílias de besouros.
Talvez, no entanto, o volume anual do Zoological Record, publicado pela Zoological Society, seja o trabalho para o qual mais crédito deve ser dado. Esta é uma lista das publicações do ano em todos os ramos da Zoologia, britânicos e estrangeiros, classificadas sob os títulos de autor e assunto. Sharp foi editor do todo e gravador também de insetos. Ninguém, a menos que tenha visto algo do trabalho envolvido, pode imaginar a quantidade de detalhes a serem peneirados e o cuidado e conhecimento necessários para evitar erros. Ele iniciou este trabalho, que era até certo ponto um trabalho de amor, em 1892, e seu tratamento metódico da publicação melhorou muito em todos os sentidos. Esse trabalho ele continuou até o ano de sua morte, mesmo concluindo a leitura das provas finais dos registros de 1920 durante sua última doença.

## Vida pessoal
Sharp conhecia a maioria dos naturalistas britânicos de sua época - Huxley, Bates, Wallace, Buchanan White, etc. Ele era um grande amigo de Spencer, e em 1904 escreveu um artigo no Zoologist, intitulado The Place of Herbert Spencer in Biology, tendo uma referência particular a ele em conexão com os ensinamentos de Charles Darwin.
Por volta dos dezessete ou dezoito anos - Sharp foi com seu pai para a Suíça e gostou muito da viagem. Mais tarde, ele foi ficar com Oberthur na França. A perda de seu amigo GR Crotch, bibliotecário da Universidade de Cambridge, foi um grande golpe para ele. Eles estiveram intimamente associados ao trabalho entomológico e fizeram várias excursões juntos - para a New Forest, para Rannoch e para a Espanha. Sharp frequentemente falava das condições primitivas em anos passados, encontradas em New Forest e na Escócia, e contava histórias divertidas de suas dificuldades na maneira de obter comida e hospedagem. Com outro amigo, o bispo, ele visitou a floresta de Sherwood, e a última carta que escreveu durante sua doença foi para esse amigo, que morreu recentemente, em 26 de agosto passado.
Em Brockenhurst Sharp, trabalhou assiduamente com uma de suas filhas (que mais tarde se casou com Frederick Arthur Godfrey Muir ) em seu laboratório entomológico, elucidando a história de vida ou a anatomia de vários insetos, principalmente coleópteros. Sua coleção de besouros foi para sua filha (Sra. Muir).
A extensa coleção de Sharp, incluindo vários milhares de espécimes de tipo, está armazenada no Museu de História Natural de Londres.

## Publicações principais
- 1869 Uma revisão das espécies britânicas de Homalota. Transactions of the Entomological Society of London, 1869 (2-3), 91-272.
- 1874 The Staphylinidae of Japan. Transactions of the Entomological Society of London 1874: 1–103. Veja também 1888
- 1876 Contribuições para uma fauna de insetos do Vale do Amazonas. Transactions of the Entomological Society of London 1876: 27-424.
- 1880–1882 Monografia sobre Aquatic Carnivorous Coleoptera ou Dytiscidae Scientific Transactions da Royal Dublin Society 2: 1-800.
- 1888 Os Staphylinidae do Japão. Os Anais e Revista de História Natural, (6) 2 ,. 277–477. 1876
- 1882–1886 (1882–1886) Staphylinidae. pp. 145–824. In: 1882–1887. Biologia Centrali-Americana. Insecta. Coleoptera. 1 (2). Londres: Taylor & Francis, xvi + 824 pp., 19 placas.
- 1887 Pselaphidae. pp. 1-46. In: 1887–1905. Biologia Centrali-Americana. Insecta. Coleoptera. 2 (1). Londres: Taylor & Francis, xii + 717 pp., 19 placas.
- 1891 Synteliidae. In: Biologia Centrali-Americana. Coleoptera, Insecta. Coleoptera. 2 (1). Londres: Taylor & Francis. 438–440.
- 1896 - 1913 Com Robert Cyril Layton Perkins e Alfred Newton Fauna Hawaiiensis.
- 1912 com Frederick Arthur Godfrey Muir. A anatomia comparada do tubo genital masculino em Coleoptera. Transações da Sociedade Entomológica de Londres. III: 477-462, 36pls. p. 523, pl. 60, figs. 107–109, genitália masculina.

Sharp também contribuiu para dois catálogos de coleópteros britânicos (com Oliver Erichson Janson , em 1871, e com William Weekes Fowler, em 1893).